# NGC 2583
NGC 2583 је елиптична галаксија у сазвежђу Хидра која се налази на NGC листи објеката дубоког неба.
Деклинација објекта је - 5° 0' 9" а ректасцензија 8h 23m 7,9s. Привидна величина (магнитуда) објекта NGC 2583 износи 13,4 а фотографска магнитуда 14,4. NGC 2583 је још познат и под ознакама MCG -1-22-8, PGC 23516.